# Задовољство (будизам)
Задовољство (пали: kāma или sāmisa sukha) је пријатан осећај настао услед дражења чула.
Буда је учио да задовољства чула треба посматрати као опасност, јер из њих настају разне невоље и патња. Он је саветовао напуштање жеђи за чулним задовољствима, као важан корак ка ослобођењу.

## Будино учење
Буда признаје да је раније уживао и био везан задовољствима чула, али касније, кад је разумео њихов настанак, привлачност и опасност, напустио је жеђ за задовољствима и постигао смирење ума. Он је након тога саветовао да "сагледамо опасност коју у себи носе и да је избегнемо" (M.I,85). Да бисмо то постигли, потребно је анализирати задовољство и схватити шта је привлачно, а шта опасно у њему, и како га напустити.

### Извори задовољства
Анализирајући природу задовољства, Буда указује да човека привлаче "пожељне, примамљиве, допадљиве" дражи (облици, звуци, укуси, мириси, додири) које прима путем чула. Он наводи пет струна чулне жеље које везују човека:
Пет је струна чулне жеље. Облици доступни оку, звуци доступни уху, мириси доступни носу, укуси доступни језику, додири доступни телу. Задовољство и ужитак који зависе од тих пет струна чулне жеље, се назива чулним задовољством.
Због чулне жеље, човек се заноси предметима чула:
Око се усхићује облицима, наслађује се облицима, ужива у облицима, заноси се облицима. Ухо се усхићује звуцима... Нос се усхићује мирисима... Језик се усхићује укусима... Тело се усхићује додирима... Ум се усхићује мислима, наслађује се мислима, ужива у мислима, заноси се мислима.

### Опасности задовољавања
Буда је учио да патња настаје из жеђи за задовољствима и постојањем: 
Патња настаје из жеђи за задовољствима, из жеђи за постојањем, из заблуде да се смрћу све окончава.
Он указује на опасност задовољавања чула, наводећи разне послове којима се човек бави, услед чега мора да се суочи са хладноћом, врућином, повредама, и ризикује смрт од глади и жеђи. Такође указује на сукобе који настају услед угађања чулима:
Због задовољења чула краљеви се свађају са краљевима, племићи са племићима, свештеници са свештеницима, домаћини са домаћинима; мајка се свађа са дететом, дете са мајком, отац са дететом, дете са оцем; брат се свађа са братом, брат са сестром, сестра са братом, пријатељ са пријатељем. И током тих свађа, кавги и препирки насрћу једни на друге песницама, каменом, штапом или ножем, чиме узрокују смрт или тешку патњу.
Због задовољства, људи воде ратове и чине једни другима велико зло:
Са чулним задовољством као узроком, извором и основом, људи се боре међусобно, воде ратове, проваљују у куће, пљачкају, краду, пресрећу на путу, заводе жене и бивају због свега тога кажњавани.
Такође, Буда је сматрао чулна задовољства узроком потиштености. Он је поредио уживање у чулним задовољствима са позајмљивањем туђих раскошних ствари (луксузна кола и драго камење), како би уживао у њима. Међутим, када власници узму своје ствари натраг, човек остаје потиштен.
Буда за човека који је везан струнама чулних задовољстава каже да је у загрљају несреће, демон са њим може радити шта му је воља, "попут јелена кад се уплете у мноштво замки и лежи беспомоћан; ловац са њим може да ради шта му је воља".

### Немогућност задовољења
Међутим, ма колико угађали чулима, трајно задовољство не може бити постигнуто: 
Ни киша дуката не може задовољити страсти; болни су кратки ужици - тако увиђа паметан човјек.
Буда је човека који гања задовољства чула поредио са уморним псом, који узалуд покушава да се засити глођући окрвављен костур. Он је задовољство још поредио са сном о дивним парковима, шумарцима, језерима, а кад се човек пробуди ничега од тога нема.

### Задовољавање као поремећај
Буда је поредио оног ко гања задовољства са оболелим од лепре, ”са ранама и пликовима по удовима, црви га изнутра рију”, који се чеше док не направи отворене ране, а онда их анестетизује изнад јаме са ужареним угљевљем. И што се више чеше, све гнојавије, смрдљивије и загађеније те ране постају. Па ипак, он налази одређено задовољство у чешању својих рана. Исто је тако са онима који ”горе грозницом задовољства чула”. Што се више препуштају задовољствима, то се њихова жеђ увећава и више горе грозницом. Па ипак, и даље налазе одређено задовољство у чулима.
Буда након тога објашњава да тај губавац, ако би се коначно излечио од лепре, сигурно не би завидео другом губавцу који прљи своје ране изнад јаме са ужареним угљевљем. Штавише, ако би сад неко њега, као здравог човека, покушао да вуче ка оној јами са ужареним угљевљем, он би се сигурно отимао, "јер та ватра у јами заиста боли, пржи и пече." Буда поентира да је она и раније једнако болела, пржила и пекла, само човек је човек оболео од лепре, чија су чула била поремећена, то погрешно доживљавао као пријатност.
Исто тако су, задовољства чула и у прошлости пекла, болела и пржила; у будућности задовољства чула ће такође пећи, болети и пржити; као што и сада задовољства чула пеку, боле и прже. Али она бића која нису ослобођена жудње за задовољствима чула, која бивају прогутана жељом за задовољствима чула, која горе грозницом за задовољствима чула, њима су чула поремећена; тако, иако их задовољства чула заправо пеку, она то погрешно доживљавају као пријатност.

### Напуштање задовољавања
Буда је такође указао на излаз у погледу задовољавања чула, који се састоји у укидању жеђи. Он је саветовао да треба избегавати задовољства, али и самомучење (види средњи пут):
Онај који се определио за живот духа, треба да се клони две крајности. Једна је живот посвећен задовољствима и уживањима, што је ниско, неплеменито и некорисно. Друга је живот изложен мучењима, што је ружно, недостојно и некорисно. Ослобођени се удаљио од обе крајности зато што је открио прави пут који води сазнању, великој мудрости, узвишености, унутрашњој светлости и нирвани.

### Врхунско задовољство
Буда је говорио да постоји врхунско задовољство које није повезано са задовољењем чула:
Ја видим како бића која нису ослобођена жудње за задовољењем чула бивају прогутана жељом за задовољењем чула, горе грозницом за задовољењем чула, препуштају се задовољењу чула, и ја им не завидим, нити се усхићујем тиме. А зашто? Зато што постоји задовољство који није повезано са задовољењем чула, није повезано са неповољним стањима ума, а превазилази божанско блаженство. И пошто ја у њему уживам, немам зависти према ономе што је ниже, нити у томе уживам.

## Тумачења
Задовољство је искуство које улепшава наш живот, али ако постане опсесија, тада може бити врло деструктивно. То се може догодити барем на три начина:
- Природа органа чула је таква да их дужа стимулација отупљује, па је за исти ниво задовољства потребна јача стимулација. Тиме се упада у зачарани круг трагања за новим задовољствима и још јачом стимулацијом.[1]
- Жеђ за задовољством може нас навести да на људе не гледамо као на оно што заиста јесу, већ као на средства за прибављање задовољства. Ово нас може учинити крајње себичним и склоним манипулацијама.[1]
- Задовољства појачавају у свести фантазије и мисли везане за задовољства, чиме изазивају чежњу, узнемиреност и незадовољство, што може бити велика препрека за чист ум.[1]